# Lobogonodes atherma
Lobogonodes atherma är en fjärilsart som beskrevs av Louis Beethoven Prout 1937. Lobogonodes atherma ingår i släktet Lobogonodes och familjen mätare. Inga underarter finns listade i Catalogue of Life.